# Anton Wilhelm Plaz
Anton Wilhelm Plaz (auch: Antonius Guilielmus Platz; * 2. Januar 1708 in Leipzig; † 26. Februar 1784 ebenda) war ein deutscher Botaniker und Mediziner. Sein botanisches Autorenkürzel lautet „Plaz“.

## Leben
Anton Wilhelm Plaz war der Sohn des königlich-polnischen, kurfürstlich-sächsischen Appellationsrats, Assessors des Oberhofgerichts und Leipziger Bürgermeisters  (* 18. April 1658 in Leipzig; † 15. September 1728 ebenda) und dessen zweiter Frau Anna Magdalena († 8. August 1712), Tochter des Professors der Rechte an der Universität Leipzig Bartholomäus Leonhard von Schwendendörffer (1631–1705). Er wurde zunächst durch Privatlehrer ausgebildet und begann 1723 ein Studium an der Universität Leipzig, wurde noch im selben Jahr Baccalaureus und 1725 Magister der Philosophie. Daraufhin widmete er sich medizinischen Studien, wurde 1726 bei Johann Friedrich Bauer Baccalaureus der Medizin und wechselte 1728 an die Universität Halle, wo er im selben Jahr mit der Inauguraldissertation „de tussi infantum epidemica“ (Halle 1728) unter Michael Alberti zum Doktor der Medizin promovierte.
Zurückgekehrt nach Leipzig, wurde er 1733 außerordentlicher Professor an der medizinischen Fakultät, wurde 1749 ordentlicher Professor der Botanik, 1754 Professor der Physiologie und bald darauf Professor der Therapie. 1773 wurde er ständiger Dekan der medizinischen Fakultät und war in den Sommersemestern 1753, 1757, 1761, 1765, 1769, 1771, 1775 und 1779 Rektor der Alma Mater. Zudem trat er als lateinischer Dichter in Erscheinung und war Decemvir. Am 23. Januar 1744 wurde er mit dem Beinamen Plistonicus III. zum Mitglied (Matrikel-Nr. 535) der Leopoldina gewählt.

## Werke (Auswahl)

### Als Autor und Herausgeber
- Progr. de medica arte instaurata. Leipzig 1732.
- Progr. quo historiam radicum exponit. Leipzig 1733.
- Progr. de plantarum seminibus. Leipzig 1736.
- Progr. de brutorum imaginatione. Leipzig 1749.
- Organicarum in plantis partium historia phyliologica antehac seorsim exposita, nunc revisa et aucta. Leipzig 1751.
- De iucundis morborum caussis dissertationes VII seorsim antehac editae, nunc coniunctim recusae. Leipzig 1753.
- Progr. de plantarum plethora. Leipzig 1754.
- Progr. de natura plantas muniente. Leipzig 1761.
- Progr. III de plantarum facultaribus. Leipzig 1762.
- Progr. III de Pedantismo medico. Leipzig 1762–1764.
- De saccharo. Leipzig 1763.
  - deutsch: Bemerkungen über den Zucker. Aus de, Jahre 1763 (Beiträge zur Entwicklungsgeschichte der Zuckerwirtschaft und Zuckerindustrie; Bd. 6). Institut für Zuckerindustrie, Berlin 1976.
- Progr. de plantarum sub diverso coelo nasceatram cultura. Leipzig 1764.
- Progr. V de signis mortis attente explorandis. Leipzig 1766–1767.
- Oratio de coelibatu medicis fugiendo. Leipzig 1767.
- Progr. de sostris. Leipzig 1768.
- Progr. II. Non omnia in re medica bono semper sieri exemplo. Leipzig 1768, 1771.
- Progr. de mortuis curandis. Leipzig 1770.
- Progr. de Empiricis. Leipzig 1771.
- Progr. de piis medicorum desideriis. Leipzig 1772.
- Progr. de arte, naturam superante. Leipzig 1772.
- Progr. de abortibus medicis. Leipzig 1772.
- Progr. de scrupulositate medica. Leipzig 1772.
- Progr. II de minutiis non semper a medico posthabendis. Leipzig 1773.
- Orationes quaedam. Leipzig 1774.
- Progr. de non semper mortifera umbilicalis intermissa deligatione. Leipzig 1774.
- Progr. de medicina per hypotheses corrupta. Leipzig 1774.
- Progr. de erroribus medicorum secantium vincibilibus. Leipzig 1775.
- Progr. de putredine a corporibus arcenda. Leipzig 1775.
- Progr. de nonnullis argument is medicis. Leipzig 1775.
- Progr. de medicina polemica. Leipzig 1776.
- Progr. de iuribus medicorum. Leipzig 1776.
- Progr. de atropa belladonna. Leipzig 1776.
- Progr. de erroribus medicorum invincibilibus. Leipzig 1776.
- Progr. I et II de magiae vanitate. Leipzig 1777.
- Progr. de causis contemtus medicinae. Leipzig 1777
- Progr. II subitaneae super variis argumentis medicis cogitationculae. Leipzig 1778.
- Progr. de fama per doctrinam augenda. Leipzig 1778.
- Progr. de inconstantia medica. Leipzig 1778.
- Progr. Series Decanorum Facult. med. Lips. Leipzig 1778.
- Progr. de natura non fatiscente. Leipzig 1779.
- Progr. de magnetismo et electricitate fascini experte. Leipzig 1779.
- Progr. de exiguo ex medicine lucro. Leipzig 1780.
- Progr. de officiis medicorum non digne fatis compensatis. Leipzig 1780.
- Progr. de medicae vitae commodis et incommodis. Leipzig 1781.
- Progr. de necessario eruditis otio. Leipzig 1781.
- Progr. de brevioris et infirmioris vitae caussis infantilis aetatis.

1. Infantilis aetas. Leipzig 1782.
2. Iuventus. Leipzig 1783.

- Progr. de licentia medica. Leipzig 1782.
- Progr. de medicina supra iurisprudentiam aestimanda. Leipzig 1782.
- Progr. Dulcedinum scientiae naturalis commendatio. Leipzig 1783.
- Progr. de humoribus morborum causis. Leipzig 1783.
- Progr. priscam et recentiorem medicinam commendans. Leipzig 1783.
- Progr. omnia propter hominem facta esse exponitur. Leipzig 1784.
- Progr. de potioribus studiorum impedimentis. Leipzig 1784.

### Als Präses
- Gotthold Friedrich Schleusner: De corporis humani machina, sapientiae et providentiae divinae teste. Leipzig 1725[1]
- Johann Friedrich Bauer: De usu medico exercitiorum corporis potissimum personis illustribus familiarium. Leipzig 1726.
- Johann Christoph Marci: De Tabaco sternutatorio, vulgo vom Schnupf-Taback. Leipzig 1733 (EA Leipzig 1727)
- Johann Gottlieb Gleditsch: De potus Cofe abusu catalogum morborum augente. Leipzig 1744 (EA Leipzig 1733)
- Johann Andreas Ungebauer: De foliorum in plantis historia. Leipzig 1740.
- Heinrich Otto Bosseck: De caule plantarum. Leipzig 1745.
- Heinrich Christian Liebich: De morbis ex munditie intempestiva. Leipzig 1746.
- Nicolaus Lung: De munditiei affectatae incommodis. Leipzig 1747.
- Johann Friedrich Hahn: De morbis ex oblectamentis. Leipzig 1748.
- Heinrich Otto Bosseck: De flore plantarum. Leipzig 1749.
- Benjamin Gottlieb Faber: De oblectamentorum incommodis. Leipzig 1750.
- Johann Gottfried Sonnenkalb: De sanitatis publicae obstaculis. Leipzig 1753.
- Christian Friedrich Stempel: De partu debili reficiundo. Leipzig 1754.
- Traugott Theodor Jäckel: De illustrium oblectamentis noxiis. Leipzig 1759.
- Christian Friedrich Baumeister: De therapia per iucunda. Leipzig 1760.
- Friedrich Gotthilf Beer: De plantarum virtutibus ex ipsarum charactere haud quaquam addiscendis prolusione priore praefatur. Leipzig 1761/63.
- Samuel Gottlob Silchmüller: De therapia per iniucunda. Leipzig 1762.
- Karl Traugott Baudius: De vulgatiorum remediorum usu non reficiendo. Leipzig 1763.
- Christian Gotthilf Barth: De morbis ex vitae genere. Leipzig 1764.
- Johann Gottlob Horstig: De medico audace. Leipzig 1765.
- Ernst Platner: De voluptatibus studiorum impedimentis. Leipzig 1767.
- Johann Gottlieb Arnold: De removendis sanitatis publicae impedimentis. Leipzig 1771.
- Johann Ehrenfried Pohl: De sensibus, morborum caussis. Leipzig 1772.
- Johann Gottlieb Pleckner: De sensibus internis, morborum caulus. Leipzig 1772.
- Christian Traugott Heffter: De curatione per iniucunda. Leipzig 1773.
- Johann Christian Neider: De medicina morbos faciente. Leipzig 1776.
- Ferdinand Ernst Schulte: De chirurgia morbos faciente. Leipzig 1777.
- Christian Friedrich Barth: De inevitabilibus morborum causis. Leipzig 1778.
- Johann Gottlob Tenner: De subitaneis morborum causis. Leipzig 1778.
- Johann Jakob Billug: De salubritate et insalubritate habitationum. Leipzig 1781.